# Isla Grotto
La isla Grotto es una isla, de 1 kilómetro de largo, situada a 0,2 kilómetros al norte de la isla Galíndez, en las islas Argentina, frente a la costa oeste de la península Antártica. Es una isla angosta, que posee una costa accidentada.

## Historia y toponimia
Fue cartografiada por la Expedición Británica a la Tierra de Graham (BGLE), liderada por John Rymill, en febrero de 1935, y denominada grotto («gruta») en referencia a una cueva de hielo que posee.

## Reclamaciones territoriales
Argentina incluye la isla en el departamento Antártida Argentina dentro de la provincia de Tierra del Fuego, Antártida e Islas del Atlántico Sur; para Chile forman parte de la comuna Antártica de la provincia Antártica Chilena dentro de la Región de Magallanes y de la Antártica Chilena; y para el Reino Unido integran el Territorio Antártico Británico. Las tres reclamaciones están sujetas a las disposiciones del Tratado Antártico.
Nomenclatura de los países reclamantes: 
- Argentina: isla Grotto[6][7]
- Chile: isla Grotto[3]
- Reino Unido: Grotto Island[4]